# Bernard Slade
Bernard Slade (anglès: Bernard Slade Newbound)  (Saint Catharines, 2 de maig de 1930 - Beverly Hills, 30 d'octubre de 2019) va ser un dramaturg i guionista canadenc en llengua anglesa.
Slade va començar la seva carrera com a actor al Teatre Garden Center de Vineland, Ontario. A mitjans de la dècada de 1960 es va traslladar a Hollywood i va començar a treballar com a guionista de comèdies televisives de situació com Embruixada. Quan l'ABC li va donar l'oportunitat de crear una sèrie, va idear Love on a Rooftop (Amor en una teulada), semblant pel que fa a la temàtica a l'obra de Neil Simon Barefoot in the Park (Descalços al parc), sobre una jove parella que viu en un apartament sense finestres, sense ascensor i amb accés a un terrat amb una vista de San Francisco.
A l'any següent, Slade va crear The Flying Nun (adaptació del llibre de Tere Ríos The Pelican XV), amb Sally Field. També va ser el responsable de The Partridge Family.
Malgrat el seu èxit a la televisió, Slade va tornar al teatre el 1975 amb Un cop l'any (Same Time, Next Years) sobre una exparella que malgrat haver-se casat de nou, es veuen en secret un cop a l'any per fer l'amor i parlar. Amb Charles Grodin i Ellen Burstyn, l'obra va tenir un gran èxit amb 1.453 actuacions. Slade va rebre el Premi Drama Desk i una nominació al Premi Tony a la millor obra.
El 1978, va seguir amb Tribute (Homenatge), la història d'un home que aprèn a estimar al seu pare, un actor d'èxit que sempre ha tingut més temps per als seus companys de teatre que per al seu fill. Malgrat disposar de Jack Lemmon al capdavant del repartiment, l'obra va resultar tenir menys èxit que l'anterior amb només 212 actuacions. Una mica més reeixida va ser Romantic Comedy (Comèdia romàntica) (1979), protagonitzada per Anthony Perkins i Mia Farrow.
Slade va escriure també els guions de les adaptacions cinematogràfiques de tres de les seves obres de teatre, i va ser nominat a l'Oscar al millor guió adaptat per la seva adaptació de Same Time, Next Year.

## Premis i nominacions

### Nominacions
- 1975: Premi Tony a la millor obra per Un cop l'any
- 1979: Oscar al millor guió adaptat per Same Time, Next Year